# Ammophilomima aequinoctialis
Ammophilomima aequinoctialis är en tvåvingeart som beskrevs av Emile Janssens 1953. Ammophilomima aequinoctialis ingår i släktet Ammophilomima och familjen rovflugor.
Artens utbredningsområde är Kongo. Inga underarter finns listade i Catalogue of Life.